# DisneyMania 6
DisneyMania 6 é o sexto álbum da coleção DisneyMania, lançado em 20 de março de 2008. Alguns artistas que participaram desse álbum foram Selena Gomez, Keke Palmer, Colbie Caillat e Mitchel Musso. Até o momento, vendeu 106 mil cópias e alcançou a posição #33 na Billboard 200.

## Faixas
1. Emily Osment And Mitchel Musso- "If I Didn't Have You" (Monsters, Inc.)
2. Demi Lovato - "That's How You Know" (Encantada)
3. As Cheetah Girls- "Some Day My Prince Will Come" (Branca de Neve e os Sete Anões)
4. Colbie Caillat- "Kiss the Girl" (A Pequena Sereia)
5. Selena Gomez- "Cruella de Vil"(101 Dalmatas)
6. Billy Ray Cyrus- "Real Gone" (Carros)
7. Elliott Yamin - "Can You Feel the Love Tonight" (O Rei Leão)
8. Elijah Kelley - "He Lives in You" (O Rei Leão 2)
9. Drew Seeley - "You'll Be in My Heart" (Tarzan)
10. Kate Voegele - "When You Wish Upon a Star" (Pinoquio)
11. Keke Palmer- "Reflection" (Mulan)
12. Plain White T's - "When I See an Elephant Fly" (Dumbo)
13. Jordan Pruitt - "Ever Ever After" (Encantada)
14. Kaycee Stroh - "My Strongest Suit" (Aida)
15. Nikki Blonsky - "A Dream Is a Wish Your Heart Makes" (Cinderella)

## Videoclipes
- "If I Didn't Have You"  (Monsters, Inc.)  - Emily Osment And Mitchel Musso
- "Kiss the Girl"  (A Pequena Sereia)  - Colbie Caillat
- "Cruella de Vil"  (101 Dálmatas)  - Selena Gomez
- "Real Gone"  (Carros)  - Billy Ray Cyrus
- "That's How You Know" (ao vivo no Disney Channel Games 2008)  (Encantada)  - Demi Lovato

## Paradas musicais
| Parada (2007) | Melhor posição | Vendas  |
| ------------- | -------------- | ------- |
| Billboard 200 | 33             | 106.000 |